# Fontaine Saint-Colomban (Locminé)
Pour les articles homonymes, voir Fontaine Saint-Colomban.
La Fontaine Saint-Colomban  ou "Fetan Gwen", fontaine blanche en breton, est située Place Joseph-Richard, à Locminé dans le Morbihan.

## Historique
La fontaine Saint-Colomban fait l’objet d’une inscription au titre des monuments historiques depuis le 8 mai 1933.

## Architecture
Un fronton triangulaire en pierre, est porté par une arcade qui protège la statue de saint Colomban.